# Cheiloneurus exitiosus
Cheiloneurus exitiosus är en stekelart som först beskrevs av Perkins 1906.  Cheiloneurus exitiosus ingår i släktet Cheiloneurus och familjen sköldlussteklar. Inga underarter finns listade i Catalogue of Life.